# Sergei Walerjewitsch Ulegin
Sergei Walerjewitsch Ulegin (russisch Сергей Валерьевич Улегин; * 8. Oktober 1977 in Engels) ist ein ehemaliger russischer Kanute.

## Erfolge
Sergei Ulegin nahm bei den Olympischen Spielen 2008 in Peking auf zwei Distanzen im Zweier-Canadier mit Alexander Kostoglod teil. Dank eines dritten Platzes im Vorlauf erhielten sie über 1000 Meter einen Startplatz im Finale, in dem sie jedoch nicht über den achten Platz hinaus kamen. Über 500 Meter belegten sie im Vorlauf hinter Meng Guanliang und Yang Wenjun den zweiten Platz und wiederholten diese Platzierung auch im anschließenden Endlauf. Sie erreichten 0,26 Sekunden hinter den Chinesen als Zweite das Ziel. Dritte wurden Christian Gille und Tomasz Wylenzek, die 0,7 Sekunden nach Ulegin und Kostoglod ins Ziel kamen.
Insgesamt vier Medaillen gewann Sergei Ulegin bei Weltmeisterschaften. Seinen ersten Weltmeistertitel gewann Ulegin 2002 in Sevilla, als er im Vierer-Canadier auf der 200-Meter-Strecke Erster wurde. Darüber hinaus sicherte er sich im Zweier-Canadier mit Alexander Kostoglod über 500 Meter Bronze. Eine Silbermedaille sowie zwei Goldmedaillen wurden ihm 2003 in Gainesville rückwirkend aberkannt, nachdem er wegen Dopings disqualifiziert und seine Ergebnisse annulliert wurden. 2006 gewann Ulegin in Szeged mit Alexander Kostoglod im Zweier-Canadier über 500 Meter einen weiteren Titel. In Dartmouth belegte er 2009 im Vierer-Canadier über die 200-Meter-Distanz den zweiten Platz.
Noch erfolgreicher war Ulegin bei Europameisterschaften gewesen, bei denen ihm im Karriereverlauf sieben Medaillengewinne gelangen, darunter fünf Europameistertitel. 2002 wurde er in Szeged mit Alexander Kostoglod über 500 Meter Weltmeister und belegte mit ihm über 1000 Meter den dritten Platz. Im Vierer-Canadier gewann er derweil über 200 Meter eine weitere Goldmedaille. Sowohl 2006 in Račice u Štětí als auch 2008 in Mailand sicherte sich Ulegin mit Alexander Kostoglod den Titelgewinn im Zweier-Canadier über 500 Meter, dazwischen belegten sie 2007 in Pontevedra den zweiten Platz. 2009 wurde Ulegin in Brandenburg an der Havel nochmals mit dem Vierer-Canadier über 200 Meter Europameister.